# Louverné
Louverné is een gemeente in het Franse departement Mayenne (regio Pays de la Loire). De plaats maakt deel uit van het arrondissement Laval. Louverné telde op 1 januari 2022 4.345 inwoners.

## Bezienswaardigheden
Bezienswaardigheden zijn:
- de kerk Saint-Martin gebouwd tussen 1869 en 1872;
- het Château de La Bigottière;
- de kalkovens uit de 17e tot de 19e eeuw.

## Geschiedenis
In de gemeente ligt de Grotte de la Roche, een grot waarin menselijke en dierlijke resten alsook inkervingen uit het paleolithicum zijn gevonden. Deze grot werd in 1873 onderzocht door Daniel Œhlert.
De plaats werd voor het eerst vermeld in de 11e eeuw en stond aanvankelijk bekend als Saint-Martin de Louvernay. Het was een landbouwdorp maar na de middeleeuwen ontwikkelde zich ook nijverheid. In de 17e en 18e eeuw waren er veel thuiswevers. En er werd kalk gebrand. Na de komst van de spoorweg halfweg de 19e eeuw kwamen er grote kalkovens naast de spoorweg waar tot 500 mensen werkten. Tegen het einde van de 19e eeuw kromp de vraag naar ongebluste kalk in de landbouw door de opkomst van kunstmest. Deze industrie bleef bestaan tot halfweg de 20e eeuw. In de 19e eeuw werden er ook marmergroeven geopend in de gemeente, waar zwart marmer met witte aders werd gedolven.

## Geografie
De oppervlakte van Louverné bedroeg op 1 januari 2022 20,58 vierkante kilometer; de bevolkingsdichtheid was toen 211,1 inwoners per km². De gemeente ligt 7 km ten noordoosten van Laval.

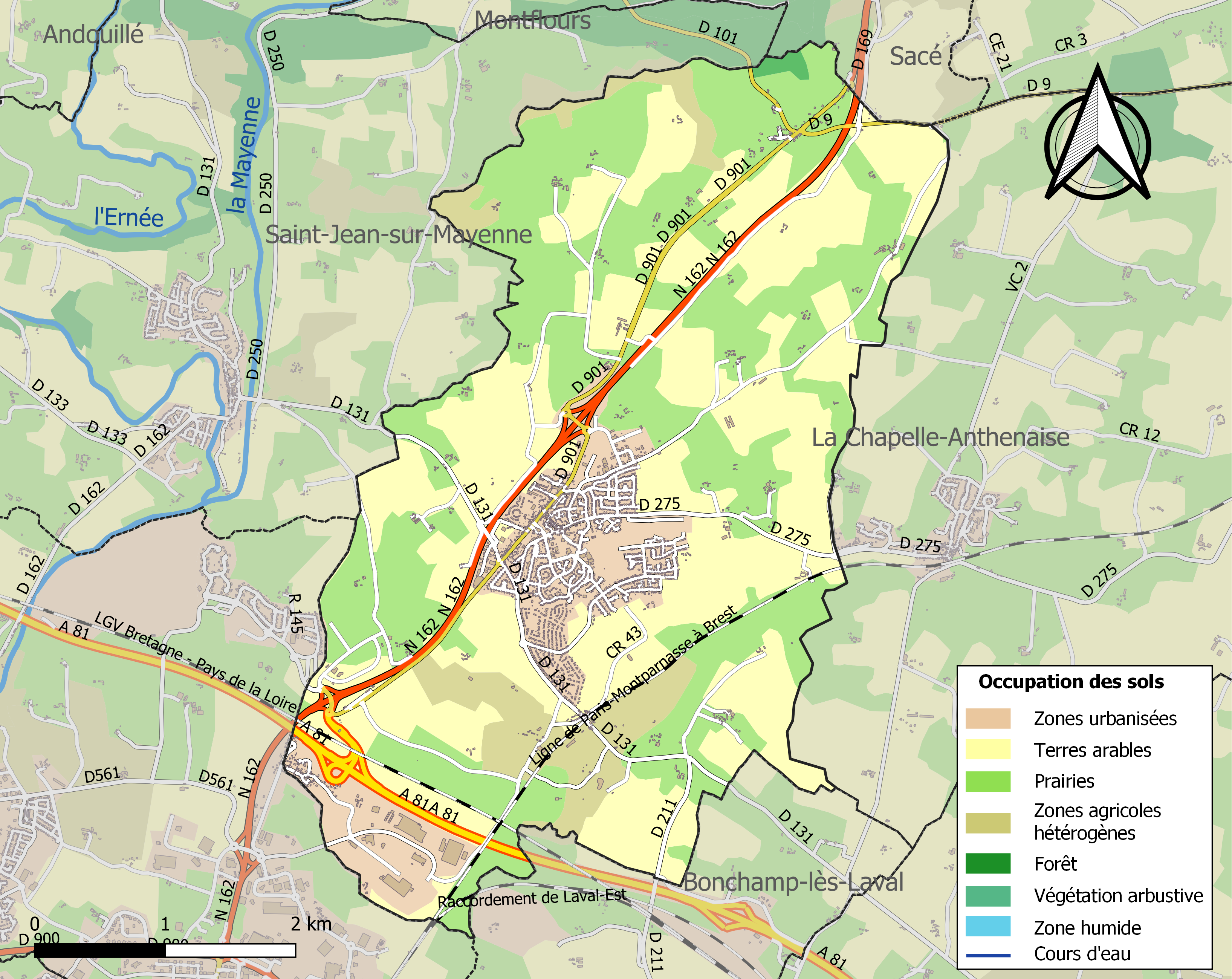
Kaart van de gemeente met de belangrijkste infrastructuur, bodemgebruik en omliggende gemeenten

## Verkeer en vervoer
In de gemeente ligt spoorwegstation Louverné.
De autosnelweg A81 loopt door de gemeente.

## Demografie
Tussen 1999 en 2019 is de bevolking met 50% gestegen.
Onderstaande figuur toont het verloop van het inwonertal (bron: INSEE-tellingen).